# Durio acutifolius
Durio acutifolius  är en trädart i familjen bombacaceae, släktet durio. Acutifolius är latin för vassa blad. Trät kan användas som timmer, och frökapslarna kan ätas, men är väldigt små.

## Utseende
Durio acutifolius löv liknar durio dulcis, med parvisa, enkla, växande blad och silver-guldiga undersidor. Trädet blir uppemot 29 meter högt och 49 centimeter DBH. Stiplerna ramlar av tidigt. Blommorna blir runt 15 millimeter i diameter, är vita till blekgula och placerade avskilt bakom de lövklädda kvistarna. Frukterna blir omkring 35 millimeter långa ljusröda, uppspringande, med korta taggar, frön med små, röda frökapslar som täcker en liten del av de svarta fröna.

## Ekologi
Durio acutifolius finns i Indonesien, huvudsakligen på Kalimantan, och i Malaysia, på Sabah och Sarawak, samt på Borneo. Trädet, som är undervegetativt, växer huvudsakligen på knapp sand och i lerrika gula jordmåner. Den växer ofta på tillfälligt översvämmade områden i låglänta regnskogar, i ostörda skogar på upp till 900 meters höjd. Den växer ofta bland träd från familjen dipterocarpaceae.